# Culicoides plaumanni
Culicoides plaumanni är en tvåvingeart som beskrevs av Gustavo R. Spinelli 1993. Culicoides plaumanni ingår i släktet Culicoides och familjen svidknott. Inga underarter finns listade i Catalogue of Life.